# Safet Berisha
Safet Berisha (Durrës, 11 de noviembre de 1949-Arezzo, 19 de octubre de 2016) fue un futbolista albanés que jugaba en la demarcación de defensa.

## Selección nacional
Jugó un total de 21 partidos con la selección de fútbol de Albania. Hizo su debut el 13 de diciembre de 1970 en un partido de clasificación para la Eurocopa 1972 contra Turquía que finalizó con un resultado de 2-1 a favor del combinado turco tras los goles de Metin Kurt y Cemil Turan por parte de Turquía, y de Astrit Ziu por parte de Albania. En 1972 también disputó un partido de clasificación para los Juegos Olímpicos de Múnich 1972. Además llegó a jugar la clasificación para la Copa Mundial de Fútbol de 1974 y la clasificación para la Copa Mundial de Fútbol de 1982, fase en la que jugó su último encuentro como internacional contra Alemania Occidental que acabó con un marcador de 8-0 a favor del combinado germano tras los goles de Manfred Kaltz, Pierre Littbarski, Paul Breitner, dos de Klaus Fischer y tres de Karl-Heinz Rummenigge.

## Clubes
| Club                | País    | Año         |
| ------------------- | ------- | ----------- |
| KS Teuta Durrës     | Albania | 1965 - 1968 |
| FK Partizani Tirana | Albania | 1968 - 1978 |
| KS Vllaznia Shkodër | Albania | 1978        |
| FK Partizani Tirana | Albania | 1978 - 1983 |

## Palmarés
Partizani Tirana
- Superliga de Albania (3): 1970–71, 1978–79, 1980–81
- Copa de Albania (3): 1970, 1973, 1980
- Copa de los Balcanes (1): 1970